# Mercatello sul Metauro
Mercatello sul Metauro (Mercatèl in dialetto gallo-piceno) è un comune italiano di 1 325 abitanti della provincia di Pesaro e Urbino nelle Marche.

## Geografia fisica
Il comune si trova nella porzione occidentale della provincia di appartenenza, nella regione Marche.
Si estende nell'alta Val Metauro, ad un'altitudine di 429 m s.l.m., ed è attraversato dall'omonimo fiume (il principale per lunghezza in territorio marchigiano), a pochi chilometri dal valico appenninico di Bocca Trabaria, che collega la Val Metauro con la Val Tiberina.
Dista circa 33 km da Urbino e 69 km da Pesaro.
Il territorio comunale confina a nord con il comune di Carpegna e la Toscana (Sestino, provincia di Arezzo), a sud con Apecchio e l'Umbria (comuni di Città di Castello e San Giustino, provincia di Perugia), a est con Borgo Pace e a ovest con Sant'Angelo in Vado.
Fa parte dell'Unione montana Alta valle del Metauro.

## Storia
I primi insediamenti nel territorio risalgono al XII secolo a.C. per opera degli umbri (ci si trovava al confine tra Umbria ed Etruria). In epoca romana Augusto la inserì nella Regio VI Umbria appunto - tra i due municipi di Tiphernum Metaurense e Tiphernum Tiberinum. Distrutta durante le invasioni barbariche, fu ricostruita dai Longobardi nel VI secolo e dedicata a San Pietro col nome di Pieve d'Ico.
Nel 756 Pipino il Breve donò il territorio a S. Pietro.
Posta dapprima sotto la giurisdizione di Città di Castello, entrò poi a far parte della Massa Trabaria, nel IX secolo.
Il piccolo borgo fu dichiarato libero e indipendente dai pontefici Celestino II (1144) e Alessandro III (1180), sotto il diretto controllo del papa. Nel 1235 papa Gregorio IX propone di radunare la popolazione dei sette castelli che circondavano Mercatello nel territorio della pieve, che diventa così un comune fortificato ed acquista il suo nome attuale (dai numerosi mercati che vi si svolgevano). Nel 1361 Mercatello fu acquistato da Branca Brancaleoni di Casteldurante per 5000 fiorini d'oro tramite il legato pontificio. Nel 1417, con il matrimonio di Federico da Montefeltro con Gentile Brancaleoni, signora di Mercatello sul Metauro, la municipalità viene portata in dote al duca di Urbino. Nel 1437 Mercatello venne incorporata nel ducato di Urbino (alla cui corte primeggeranno alcuni suoi nobili cittadini); dal 1636 entrò a far parte della diocesi di Urbania come vicariato, e quindi dello Stato Pontificio.

### Simboli
Lo stemma del comune è partito: il primo di azzurro, alle due chiavi decussate d'oro (simbolo di san Pietro); il secondo di rosso, alla spada alta d'argento (simbolo di san Paolo). Lo scudo è timbrato da corona d'oro a cinque punte.
Il gonfalone è un drappo di azzurro con la bordatura di rosso.

## Monumenti e luoghi d'interesse

### Architetture religiose
Chiesa di San Francesco
Venne costruita dai Francescani assieme al convento a partire dal 1235. Conserva le semplici forme di transizione dal romanico al gotico, in parte ingentilite dalle aggiunte del primo Quattrocento. Il portale ha nella lunetta un affresco del XV secolo (Madonna col Bambino e i santi Francesco e Caterina) di scuola locale. All’interno è presente nell’abside il Crocefisso firmato e datato alla base da Giovanni da Rimini nel 1309.

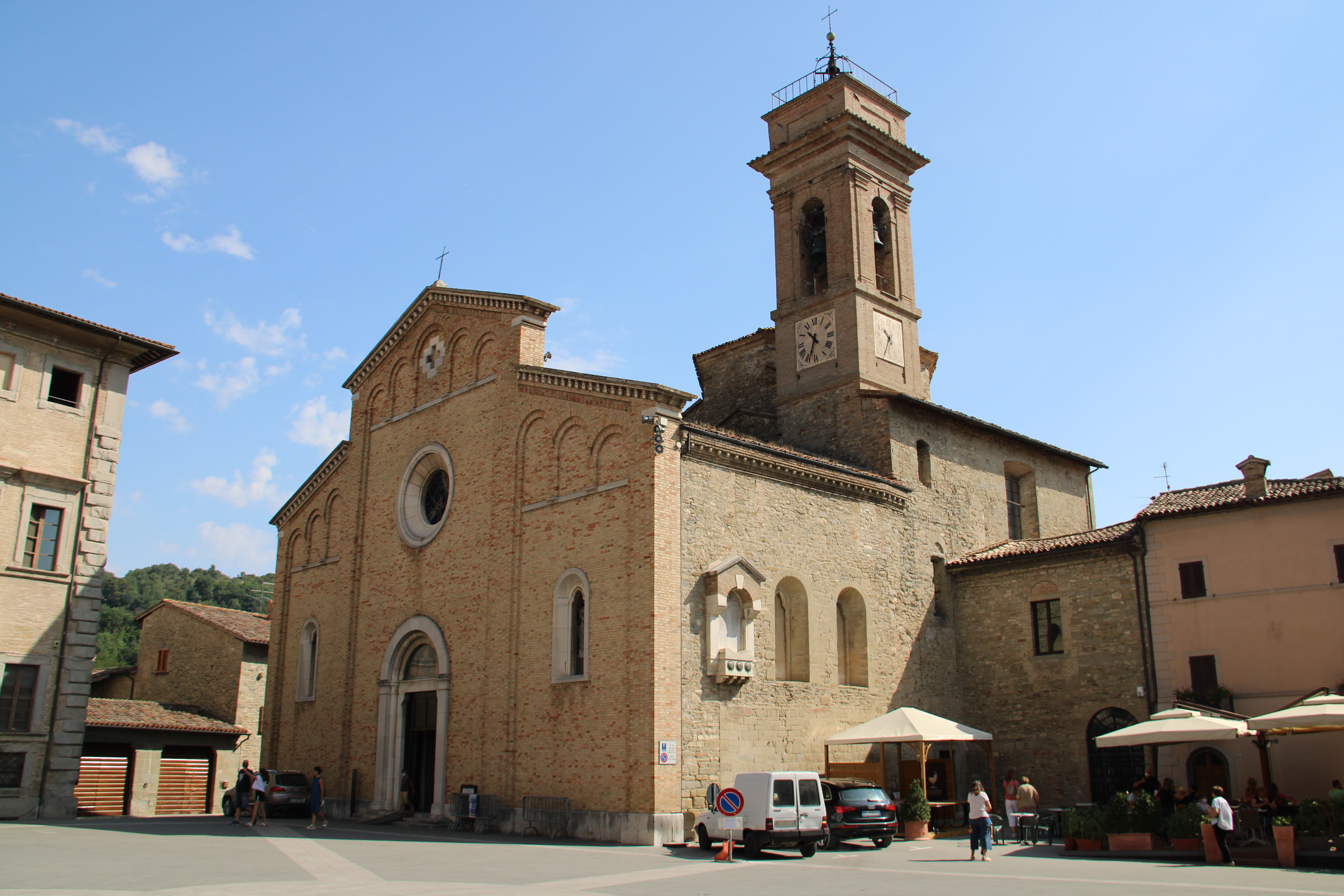
Chiesa dei Santi Pietro e Paolo
Dedicata a S. Pietro apostolo, a cui si aggiunse nel 1422 S. Paolo, la Pieve Collegiata conserva nella massa muraria esterna parti della primitiva costruzione romanica (IX sec.) e delle successive ricostruzioni del 1363, come si nota dalle aperture gotiche dei prospetti laterali. Cresciuta d'importanza tanto da essere svincolata con bolla papale nel 1180 dalla diocesi di Città di Castello (rimase arcipretura nullius, cioè indipendente, finché nel 1636 fu unita alla nuova diocesi di Urbania), fu il fulcro attorno al quale si sviluppò Mercatello sul Metauro.
Santuario di Santa Veronica Giuliani
Situato in via Santa Croce, a fianco di un piccolo parco, nel quale si staglia il monumento a Santa Veronica Giuliani, quest'ultimo fu eretto sul finire degli anni trenta del XX secolo, su disegno di Arturo Tamagnini. Il complesso edilizio si compone di un monastero, retto dalle clarisse cappuccine, e dall'attigua chiesa del Sacro Cuore. Il monastero fu eretto nella seconda metà del XVIII secolo, sul sito dove sorgeva la casa natale della Santa, che fu inglobata nel complesso conventuale e conserva ancora diversi cimeli legati ad essa. Nel corso della sua storia, il monastero fu soppresso tre volte, durante l'occupazione francese (inizio XIX secolo), all'indomani dell'Unità d'Italia (1861) e brevemente sul finire del XIX secolo. Nel 1949 la casa natale della Santa è diventata ufficialmente un santuario, per decreto dell'allora vescovo di Urbania-Sant'Angelo in Vado, Giovanni Capobianco. Invece la chiesa, eretta assieme al monastero, fu progettata dall'urbinate Giuseppe Tosi; anche se l'aspetto odierno è stato alterato da interventi novecenteschi, la facciata rifatta nel 1927, in occasione del secondo centenario dalla morte della Santa, e l'interno fu restaurato tra gli anni cinquanta e sessanta.
Chiesa di Santa Croce
La Chiesa di Santa Croce, originariamente dedicata a S. Sebastiano, fu eretta nel XIV secolo ma poi, in gran parte distrutta in seguito al terremoto del 1781, fu quasi completamente ricostruita su progetto dell'urbaniese Ottavio Tacchi, che la terminò nel 1795. All'esterno, sul fianco destro, dell'antico edificio rimangono delle arcate gotiche. L'interno ad aula unica è concluso da un grande altare che contiene la tela raffigurante con l'Invenzione della vera Croce, opera di Giorgio Picchi del 1590-92 circa.
Chiesa di Santa Maria al Metauro
Si tratta di una chiesa seicentesca sorta su un precedente altare votivo, a seguito di un miracolo che avvenne e riportato dal popolo, è un edificio di piccole dimensioni, composto da un'unica navata rettangolare.

### Architetture civili

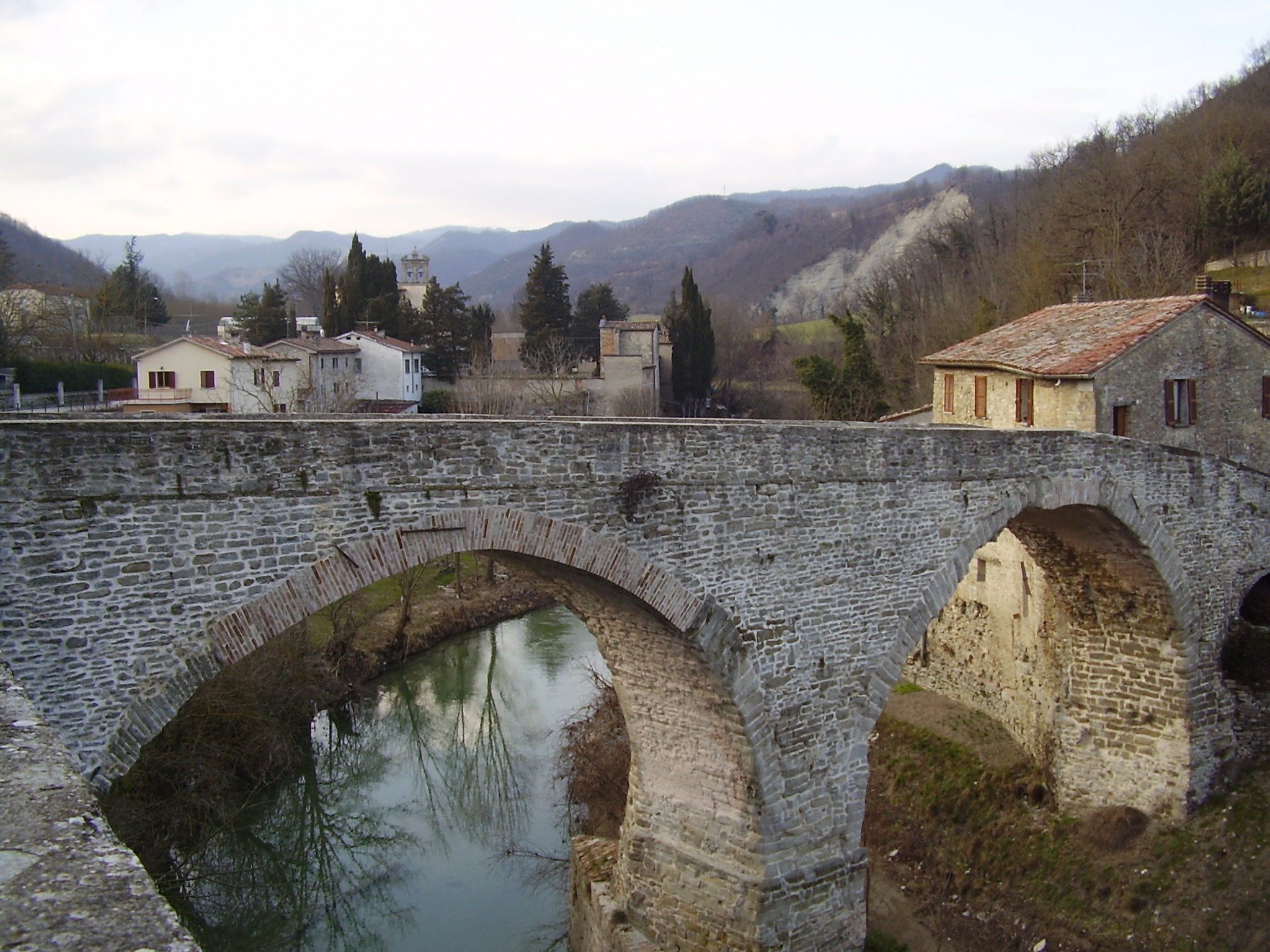
Ponte

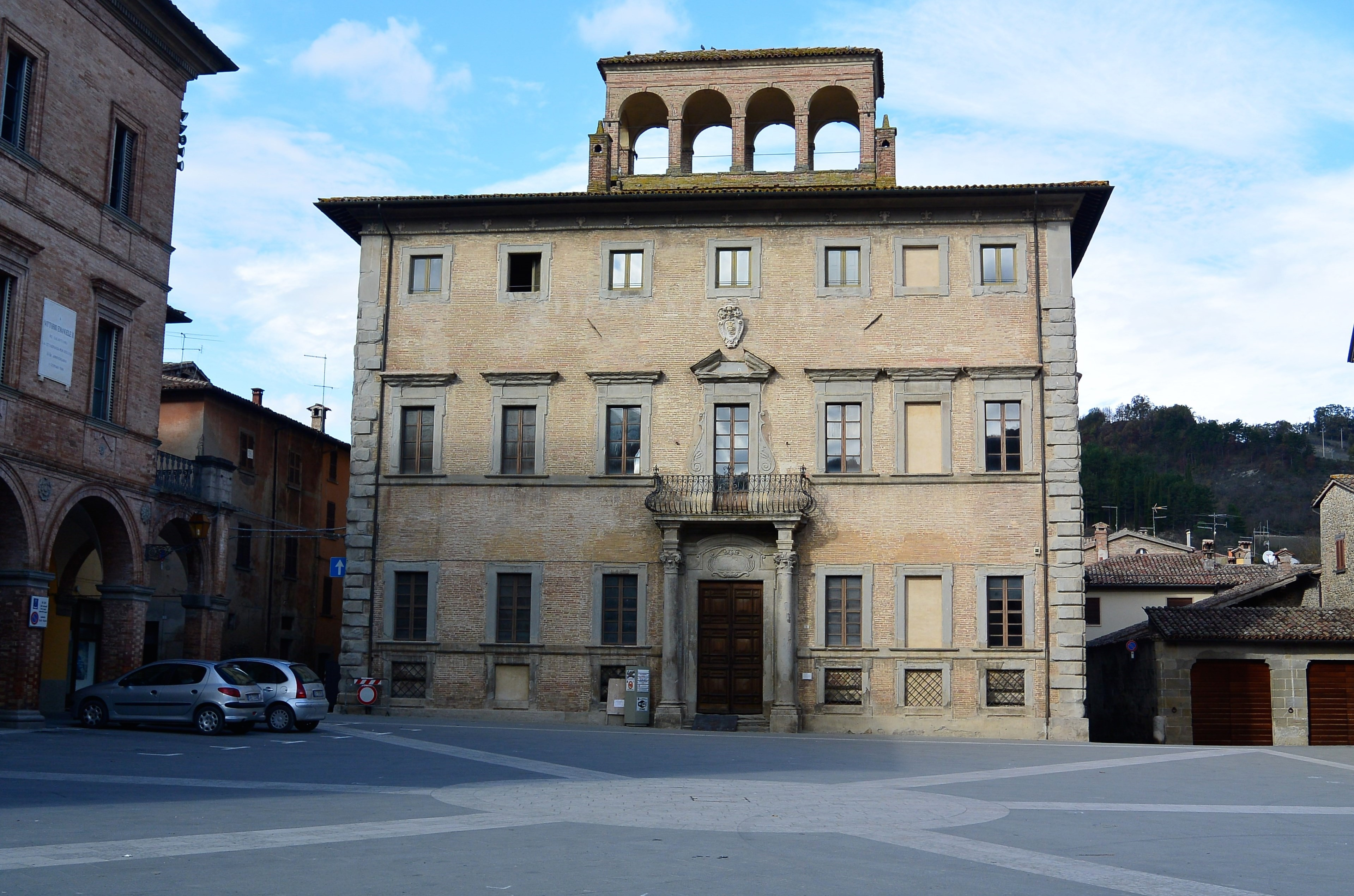
Palazzo Gasparini

Nel tessuto urbanistico del centro storico, che conserva pressoché inalterato il suo aspetto medievale, con un significativo intervento ottocentesco venne ricavato l'ampio spazio di piazza Garibaldi. Qui si affacciano il Palazzo Gasparini (XVII secolo), la Pieve Collegiata (che nella massa muraria esterna conserva parti della primitiva costruzione romanica, X secolo, e della ricostruzione del 1363) e il Palazzo comunale edificato negli anni settanta del XIX secolo in sostituzione di alcuni isolati abbattuti all'atto della realizzazione della piazza. 
Oltre a quelli che si affacciano sulla piazza, la cittadina custodisce molti altri monumenti significativi: la Chiesa di San Francesco di stile gotico primitivo (XIII secolo) che ospita una raccolta di dipinti dal XIII al XVII secolo; il monastero e casa natale di Santa Veronica Giuliani con l'annesso piccolo museo della santa; la Chiesa di Santa Croce (XIV secolo) e la chiesa di Santa Chiara (riedificata nel 1646); il Palazzo ducale (XV secolo), attribuito a Francesco di Giorgio Martini; il Palazzaccio (XVI secolo); il Monte di Pietà (fondato nel 1516) con portale di pietra arenaria raffigurante il Cristo paziente.

## Società

### Evoluzione demografica
Abitanti censiti

### Etnie e minoranze straniere
Secondo i dati ISTAT al 1º gennaio 2021 la popolazione straniera residente era di 55 persone e rappresentava il 4,2% della popolazione residente. La comunità straniera più numerosa era quella moldava con 13 persone, pari al 23,64% sul totale della popolazione straniera.

## Cultura

### Scuole
Vi sono una scuola dell'infanzia, una primaria ed una secondaria di primo grado dell'Istituto Comprensivo di Sant'Angelo in Vado.

### Musei
- Museo di San Francesco, situato nell'ex convento di San Francesco.
- Museo della Pieve Collegiata
- Raccolta d'arte contemporanea, situato nel Palazzo Gasparini di Piazza Garibaldi

## Economia
Il comune è associato ai Borghi più belli d'Italia ed è stato insignito della Bandiera arancione del Touring Club Italiano.

## Infrastrutture e trasporti
La principale arteria che attraversa il comune è la SS73 bis che lo connette a ovest con Bocca Trabaria e la SS3 bis in Val Tiberina (Umbria) e a est con Fano e la costa adriatica.

## Amministrazione

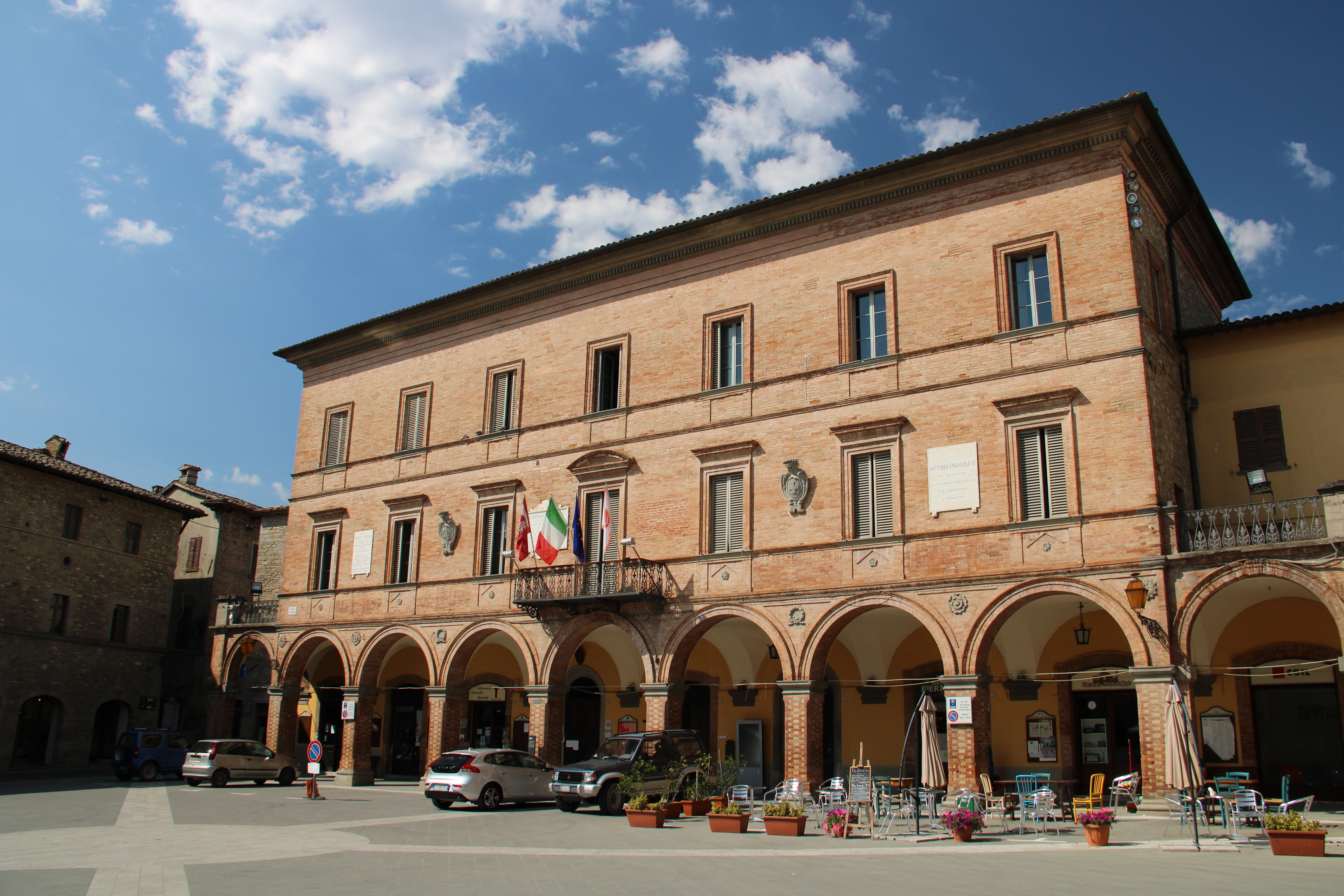
Palazzo comunale

| Periodo        | Periodo        | Primo cittadino   | Partito                                                       | Carica  | Note   |
| -------------- | -------------- | ----------------- | ------------------------------------------------------------- | ------- | ------ |
| 2 luglio 1985  | 25 maggio 1990 | Paolo Cincilla    | Indipendente                                                  | Sindaco | [ 14 ] |
| 26 maggio 1990 | 23 aprile 1995 | Paolo Cincilla    | Partito Comunista Italiano Partito Democratico della Sinistra | Sindaco | [ 14 ] |
| 24 aprile 1995 | 13 giugno 1999 | Alfiero Marchetti | Centro-destra                                                 | Sindaco | [ 14 ] |
| 14 giugno 1999 | 13 giugno 2004 | Alfiero Marchetti | Centro-destra                                                 | Sindaco | [ 14 ] |
| 14 giugno 2004 | 7 giugno 2009  | Giovanni Pistola  | Alleanza Popolare                                             | Sindaco | [ 14 ] |
| 8 giugno 2009  | 25 maggio 2014 | Giovanni Pistola  | Alleanza Popolare Forza Mercatello                            | Sindaco | [ 14 ] |
| 26 maggio 2014 | 26 maggio 2019 | Fernanda Sacchi   | Continuare a rinnovarsi (Centro-destra)                       | Sindaca | [ 14 ] |
| 27 maggio 2019 | 10 giugno 2024 | Fernanda Sacchi   | Lista civica (Centro-destra)                                  | Sindaca | [ 15 ] |
| 10 giugno 2024 | in carica      | Alfiero Marchetti | Uniti X Mercatello                                            | Sindaco | [ 14 ] |

## Sport

### Calcio
La squadra di calcio è l'U.S. Mercatellese 1968 che milita nel girone A marchigiano di 1ª Categoria. È nata nel 1968. I colori sociali sono il blu e il rosso. Esiste anche il Pieve D'Ico C5, squadra di calcio a 5 militante in Serie C1 marchigiana.